# サルバトール・ムンディ

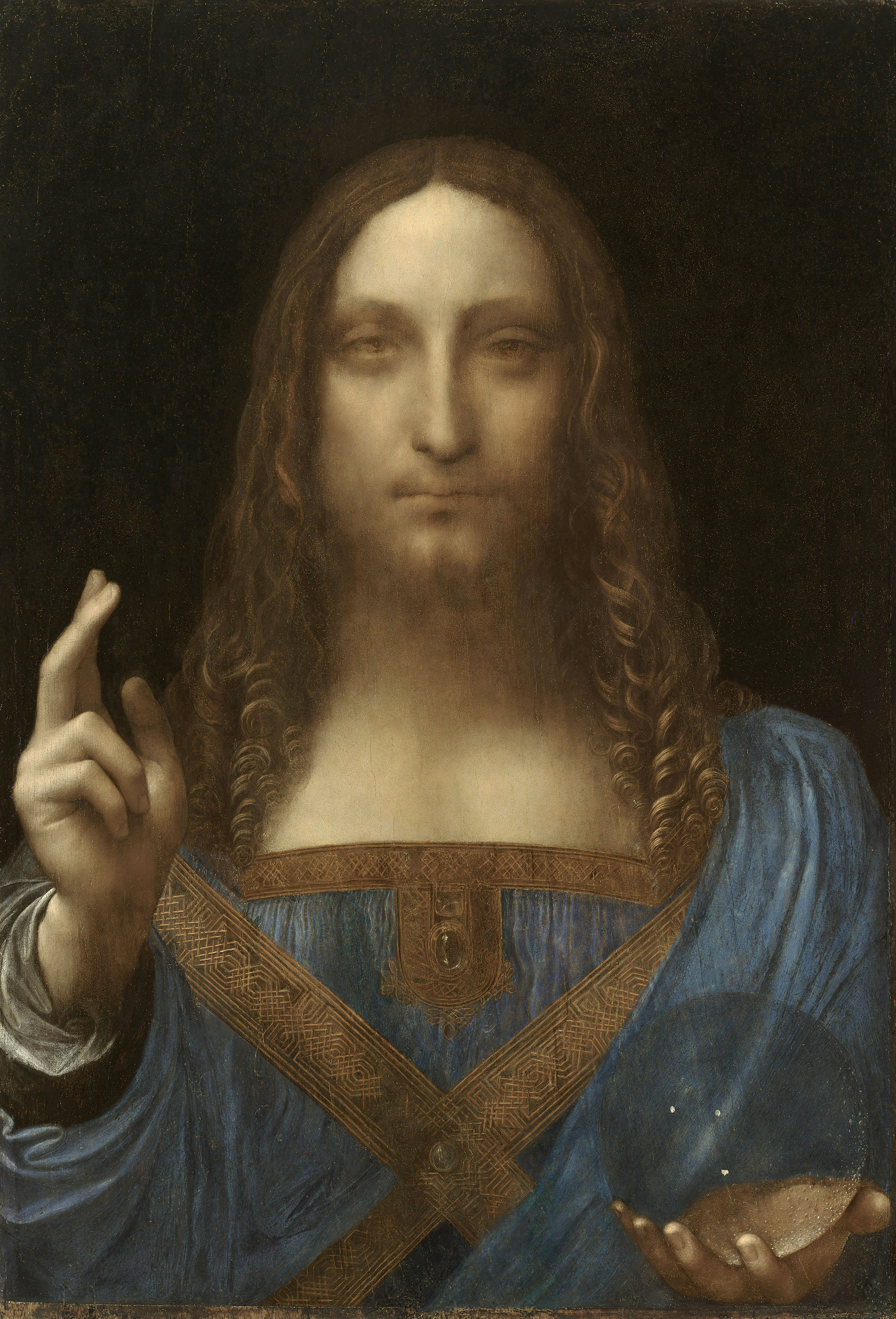
サルバトール・ムンディ

『サルバトール・ムンディ』 (Salvator Mundi、世界の救世主の意) は、イタリアの美術家レオナルド・ダ・ヴィンチが描いたとされる油彩画。青いローブをまとったイエス・キリストの肖像画である。
ただし、過去に日本で出版された「レオナルドの画集」に収録された経緯はない。

## 概要
1500年ごろフランスのルイ12世のために描かれたとみられる。後に、イギリスのチャールズ1世の手に渡ったが、1763年以降行方不明となる。
1958年にオークションに出品されたが、複製とされてわずか45ポンドで落札された。2005年に美術商が1175ドルで入手した後、修復の結果ダ・ヴィンチの真筆と報道された。2008年にロンドンのナショナル・ギャラリーが世界中の権威5人に鑑定依頼。結果は賛成1、保留3，反対1であった。2011年にはロンドンのナショナル・ギャラリーで展示された。2013年にサザビーズのオークションでスイス人美術商イヴ・ブーヴィエに8000万ドル（約90億円）で落札された後、ロシア人富豪ドミトリー・リボロフレフが1億2750万ドル（約140億円）で買い取った（この買い取り額について、後にリボロフレフは詐欺として美術商を訴えている）。
2017年11月15日にクリスティーズのオークションにかけられ、手数料を含めて4億5031万2500ドル（当時のレートで約508億円）で落札された。この額は、2015年に落札されたパブロ・ピカソの「アルジェの女たち バージョンO」の1億7940万ドル（約200億円）を抜き、これまでの美術品の落札価格として史上最高額となった。
落札後の所有者は不明とされていたが、サウジアラビアの王太子ムハンマド・ビン・サルマーンが所有する高級ヨットの中にかかっていたことが2021年に報道されている。クリスティーズでの落札後は一度も一般公開されていない。
アントワーヌ・ヴィトキーヌ監督のドキュメンタリー映画「ダ・ヴィンチは誰に微笑む」等において、本作品がレオナルドの工房で制作されたことはまず間違いないものの、レオナルドが直接どの程度関わっているかは議論があるとされている。一方で、
ムハンマドがサウジアラビア政府を通じて欧米の美術界に対し、本作品がレオナルドの真筆であることを認めるよう様々な圧力をかけているとも報じられている。